# Sirenia
Los sirenios (Sirenia, «sirenas» en griego antiguo) son un orden de mamíferos placentarios con cuatro especies vivientes. Pertenecen al superorden de los afroterios; entre los animales actuales los elefantes son sus parientes más cercanos. Son los únicos mamíferos marinos herbívoros (de ahí que sean llamados «vacas marinas»). Junto con los cetáceos, los sirenios son los únicos mamíferos adaptados completamente a la vida acuática. Son superficialmente parecidos a los pinnípedos (focas y morsas, por ejemplo), con los que no guardan un parentesco evolutivo; se diferencian de estos, entre otras cosas, por el tipo de alimentación (los pinnípedos son carnívoros, mientras que los sirenios son herbívoros) y porque los sirenios son animales totalmente acuáticos; nunca dejan el agua, ni siquiera para parir.
Son animales grandes y pesados, y tienen movimientos lentos. Viven en aguas tropicales, en las costas, estuarios e incluso ríos. Son famosos por su docilidad, por esto fueron presas fáciles para la caza, para aprovechar su piel y su carne, lo que los llevó al borde de la extinción. Actualmente son animales protegidos.

## Nombre
El nombre de los sirenios viene del griego antiguo Σειρήνες [Seirenes], que significa sirenas. El nombre les viene dado porque supuestamente se parecen a las sirenas cuando están amamantando a las crías. Se cree que el origen del mito de las sirenas se encuentra en las observaciones de sirenios. La mayoría de las civilizaciones que estaban en contacto con los sirenios les daban nombres y epítetos femeninos; en Egipto se le daba el nombre de «hermosa doncella del mar»; en Kenia, se les llamaba «reina del mar»; en Indonesia, «princesa dugong»; y en la cuenca del río Amazonas se les conocía como «pez-mujer».
El dugongo recibe su nombre de la palabra tagalo dugong, que a su vez proviene del malayo duyung. Las dos quieren decir «señora del mar». Por otra parte manatí es una palabra de origen taino que significa teta, en referencia a las mamas que tienen las hembras de estos animales cerca de las axilas. Otra teoría es que los marinos confundieron las aletas de los manatíes con manos, y por eso lo llamaron manatí, de manatus («dotados de manos» en latín).

## Características

### Anatomía externa

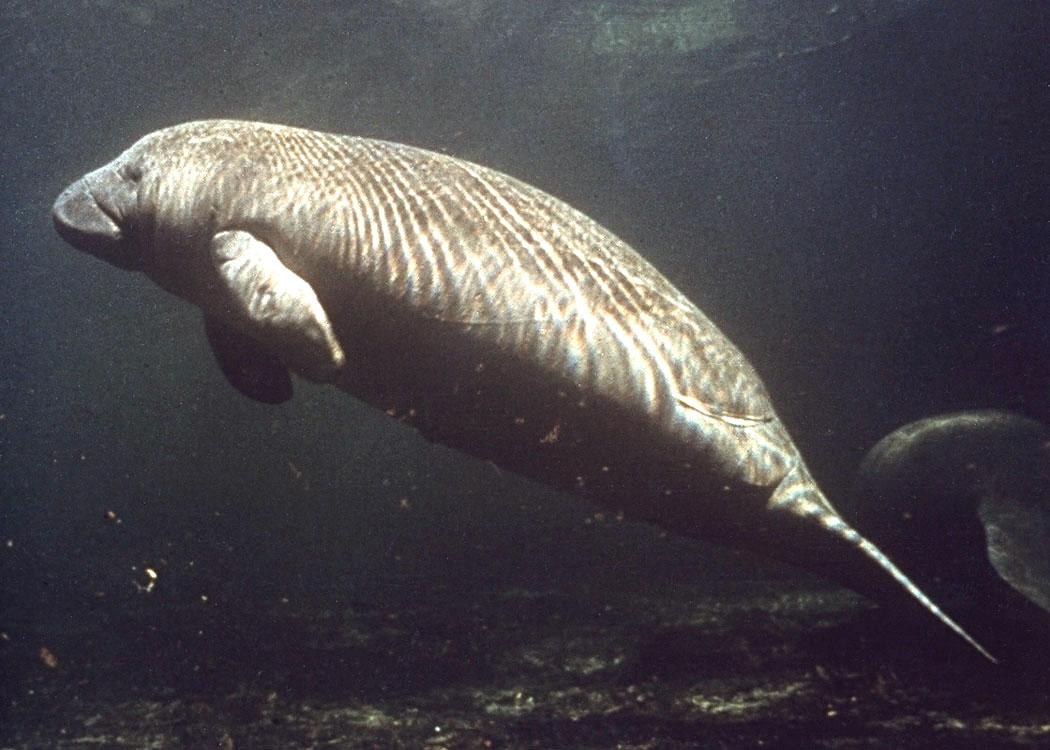
Manatí del Caribe

Los sirenios son animales de gran tamaño con un cuerpo cilíndrico. Las especies actuales tienen una longitud de entre 2,5 y 4 metros. La vaca marina de Steller (Hydrodamalis gigas), que fue llevada a la extinción en el siglo XVIII solo 27 años después de su descubrimiento, podía llegar hasta los 8 metros de longitud. El peso de las especies modernas varía entre 250 y un máximo de 1500 kg. Las patas delanteras de estos animales se han transformado en aletas, y las patas posteriores han quedado muy reducidas. A diferencia de la mayoría de los cetáceos, no tienen aleta dorsal, y la cola ha quedado transformada en una aleta horizontal. Un músculo cutáneo modificado, el musculus panniculus carnosus, forma el músculo principal de propulsión de la aleta caudal. La forma de la aleta caudal varía y es la característica diferenciadora más importante entre las dos familias modernas. Mientras que los dugongos presentan una aleta en forma de media luna, los manatíes tienen una en forma de círculo o de pala.
El morro sobresale marcadamente de la cabeza y es obtuso. Está cubierto de duras vibrisas. La nariz se sitúa en la parte superior del morro. En comparación con el tronco, la cabeza es relativamente grande, pero el cerebro, con un peso de solo 250-300 gramos, es de los más pequeños de todos los mamíferos en proporción a su cuerpo.
La piel es muy gruesa y arrugada, pero en las especies vivientes hoy en día, que viven en aguas tropicales, la epidermis es muy delgada. La vaca marina de Steller, que vivía en aguas polares, se había adaptado con una gruesa epidermis de hasta 7,5 centímetros de grosor, cosa que le dio el sobrenombre de «animal-corteza». Los pelos de los sirenios quedan limitados a algunos pelos próximos a la boca, así como algunos en el tronco. En cambio, los embriones tienen un pelaje completo, y los sirenios recién nacidos tienen mucho más pelo que los adultos.

### Esqueleto

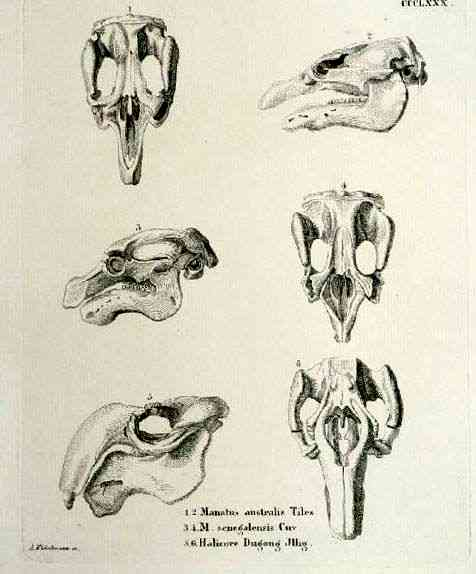
Los cráneos de diversos sirenios (manatí del Caribe, manatí africano y dugongo). Ilustraciones de Johann Andreas Fleischmann

Como en los cetáceos, los sirenios tienen los huesos del esqueleto muy robustos y un gran espesor de la materia ósea debido a un proceso de paquiostosis, que produce una reducción de los canales haversianos y los poros medulares. El esqueleto, y por tanto el animal en general, son más pesados y tienen una menor sustentación en el agua, pero los huesos son menos flexibles y se rompen con facilidad. El cráneo presenta un rostro muy alargado formado por el hueso incisivo, que en el dugongo se curva hacia adelante y hacia abajo. Los huesos yugales son muy amplios y se sitúan en una posición alta del cráneo. Se inserta la musculatura masticatoria con el gran músculo masetero. Las narinas se encuentran bastante atrás, cercanas a la dorsal del cráneo. La parte posterior del cráneo, formada por el neurocráneo y las sienes, es relativamente pequeña.
La dentición es diferente en cada grupo de sirenios. En los manatíes, los incisivos están atrofiados. En los dugongos, el primer incisivo forma un pequeño colmillo en el caso de los machos, mientras que en las hembras no sobresale de la mandíbula. Los caninos están totalmente ausentes en todas las especies actuales. El cambio de dientes tiene lugar de la misma manera que en los elefantes (cambio de dientes horizontal); se trata de una característica que se desarrolló en cada orden de manera independiente. Así pues, los dientes posteriores (premolares y molares) crecen unos después de los otros y están desgastados en la zona anterior. En los grupos fósiles encontrados, la dentición todavía se conserva completa, y por lo tanto todavía era posible un cambio de dientes normal. La parte anterior de la encía está dotada de unas placas que probablemente juegan un papel en la alimentación. La corta lengua también tiene esas placas.
El número de vértebras también varía según la especie. Los manatíes son el único grupo de mamíferos, junto con el perezoso didáctilo de Hoffmann (Choloepus hoffmanni), que solo tiene seis vértebras cervicales, mientras que el dugongo y la extinta vaca marina de Steller tenían siete. Hay diecisiete vértebras torácicas en Trichechus e Hydrodamalis, y diecinueve en Dugong. Las vértebras lumbares pueden ser dos (Trichechus), cuatro o cinco (Dugong). Los vestigios de la pelvis o bien no están unidos a la columna vertebral o bien están unidos por solo un ligamento, de manera que solo hay una vértebra sacra. La cola se compone de entre veintidós y veinticuatro vértebras caudales en los manatíes y de entre veintiocho y veintinueve en los dugongos.
La pelvis está reducida a un simple vestigio, y se limita a una porción del isquion encajada en tejido muscular. Las extremidades posteriores están totalmente ausentes, y las anteriores se han transformado en aletas. En el hombro, la clavícula está reducida, y el omóplato puede tener una forma con tres esquinas (Trichechus) o en forma de hoz (Dugong). Las manos presentan cinco falanges encajadas en tejido muscular y, a diferencia de los cetáceos, todas las articulaciones de las aletas son móviles.

### Órganos internos
En los sirenios, como en otros mamíferos, los pulmones ocupan todo el espacio que hay por encima del diafragma. El diafragma, aun así, tiene una gran extensión horizontal y llega hasta poco antes de los vestigios de la pelvis, de forma que los pulmones quedan en la región dorsal. Con esta configuración, la sustentación creada por los pulmones llenos de aire queda repartida por todo el plano horizontal del animal, cosa que le permite moverse y nadar de manera estable dentro del agua. El corazón se encuentra cerca de la cabeza, entre los dos pulmones y, como en los elefantes, presenta una profunda incisión entre los dos ventrículos, en el ápice del corazón. Así pues, los sirenios tienen un corazón dividido en dos flancos, una característica exclusiva y distintiva (una autoapomorfia) que solo se observa en ellos y en los proboscídeos, y que prueba su relación filogenética.
El aparato digestivo se compone de un estómago de una sola cámara con un duodeno que presenta una gran protuberancia, el bulbo del duodeno, así como un intestino que mide unas veinte veces la longitud corporal del animal. El estómago y el bulbo sirven sobre todo para almacenar el alimento muy bien masticado, mientras que la digestión propiamente dicha tiene lugar en el intestino. El alimento tarda una media de cinco días desde que es ingerido hasta que es digerido y expulsado.
Los ovarios de las hembras se encuentran cerca de las paredes del estómago. El útero es bicorne, y las dos mitades quedan separadas por una pared interna. Los testículos de los machos también se encuentran en la cavidad abdominal; el pene se sitúa bajo las paredes del estómago, en una funda del pene. La musculatura del pene se sitúa en los vestigios del isquion de la pelvis.

## Distribución y hábitat

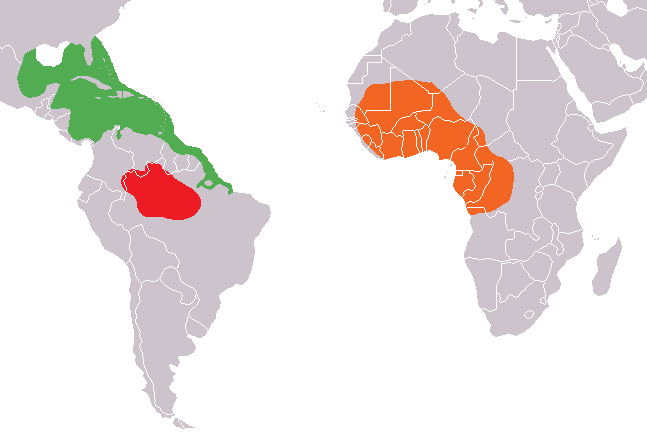
Distribución geográfica de las tres especies de manatíes:
Manatí del Caribe: verde;
Manatí amazónico: rojo;
Manatí africano: naranja

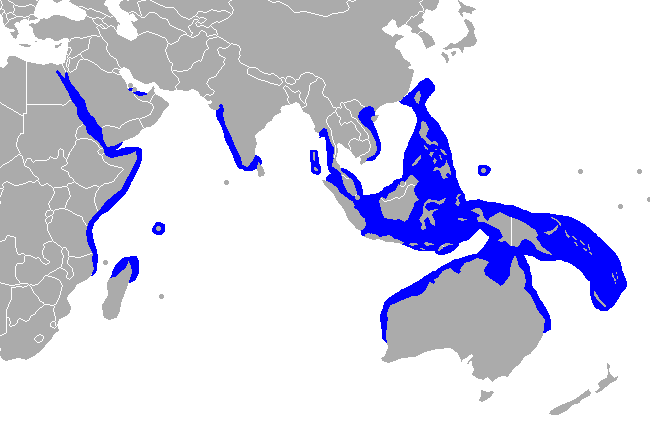
Distribución geográfica del dugongo

Las regiones que ocupan las especies vivientes de sirenios no se superponen, y además están bastante distantes unas de otras. Así pues, la única especie actual de dugónguido, el dugongo (Dugon dugon), se encuentra exclusivamente en las aguas costeras del océano Índico, incluyendo el mar Rojo.
Las tres especies de Trichechus se reparten por una región del golfo de México, delante de la costa de Florida y el sudeste de los Estados Unidos, así como la costa septentrional de Sudamérica (manatí del Caribe); en la región del río Amazonas en Sudamérica (manatí amazónico); y finalmente en los sistemas fluviales del río Níger y otros ríos de África occidental , entre Senegal y el norte de Angola (manatí africano).
Mientras que todas las especies vivientes en la actualidad habitan en aguas tropicales, el hábitat de la extinta vaca marina de Steller se encontraba en las aguas polares del mar de Bering.

## Comportamiento
Todavía se conoce muy poco tanto del estilo de vida como del comportamiento social de los sirenios. Suelen vivir solitarios o en pequeños grupos familiares, pero en raras ocasiones se forman grupos más grandes con diversos centenares de animales. Así pues, casi no hay interacciones sociales, con excepción del vínculo madre-cría, que dura un par de años. No se puede definir un estilo de vida nocturno o diurno, ya que estos animales pueden ser activos tanto de día como de noche. La comunicación es sobre todo por medios acústicos y táctiles. Entre las madres y las crías se pueden escuchar lo que se llama «duetos de madre y cría» que se emiten en una frecuencia de entre 600 y 6.000 hertzios.
Los sirenios se mueven flotando y nadando. Los adultos salen a la superficie para respirar entre cada uno y cinco minutos, pero las inmersiones más largas pueden durar hasta aproximadamente veinte minutos.
Aparte de los humanos, los sirenios tienen muy pocos predadores naturales; En los hábitats marinos los tiburones y las orcas; en los hábitats fluviales sobre todo cocodrilos, y en Sudamérica también los jaguares.

### Alimentación

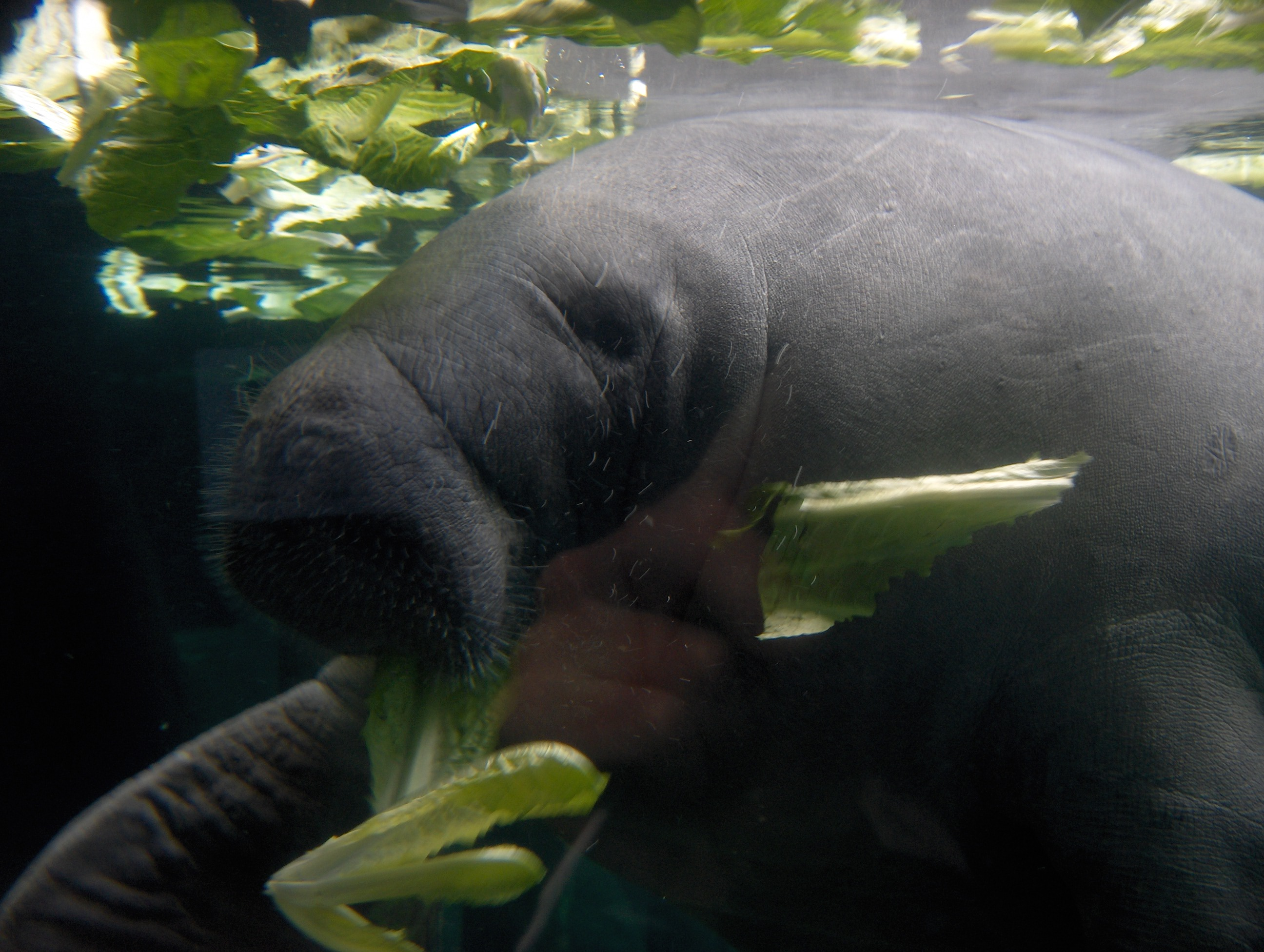
Manatí del Caribe

Los sirenios se alimentan principalmente de materia vegetal; su dieta se compone de hierbas marinas, algas y otras plantas acuáticas. También comen hojas de árboles que les quedan a su alcance, como en el caso de los manglares. Los manatíes necesitan entre 45 y 78 kilogramos de alimento vegetal cada día, de forma que pasan una media de entre seis y ocho horas al día comiendo. Mientras que los manatíes se alimentan principalmente cerca de la superficie, y las especies de agua dulce también cogen aguapés y otras plantas de la tierra, los dugongos se alimentan exclusivamente en el fondo marino. Las vacas marinas de Steller se alimentaban sobre todo de macroalgas.
No está claro en qué medida los sirenios complementan su dieta con presas animales. Posiblemente sin darse cuenta, consumen pequeños invertebrados junto con su alimento vegetal, cosa que les sirve de fuente de proteínas. Se han dado casos de ejemplares en cautividad que comían peces con entusiasmo. En el caso de los manatíes del Caribe, en Jamaica ha habido observaciones de animales que sacaban peces de las redes y se los comían.

### Reproducción y desarrollo
En los sirenios no hay un periodo de apareamiento limitado ni un comportamiento de apareamiento específico. La hembra ovula varias veces por año, y copula en el agua con diversos machos sin que haya combate entre ellos. El cigoto queda en el centro del útero. El feto o embrión recibe lo que necesita de la madre por medio de una placenta en forma de cinturón (placenta zonal). Las crías nacen en el agua después de una gestación de entre doce y catorce meses, y después de nacer nadan inmediatamente a la superficie para respirar. En este momento pesa entre diez y treinta kilogramos. Durante los siguientes dieciocho meses, la cría es alimentada por la madre con su leche materna, y después de este periodo, aún permanece algunos meses cerca de la madre. Los sirenios alcanzan la madurez sexual entre los seis y los diez años de edad. En total, los manatíes tienen una longevidad aproximada de unos cuarenta años, y los dugongos, de sesenta.

## Historia evolutiva

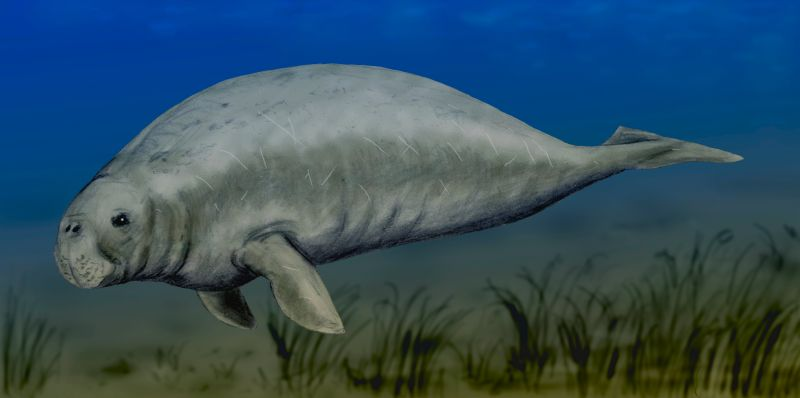
El Halitherium es uno de los dugónguidos más antiguos.

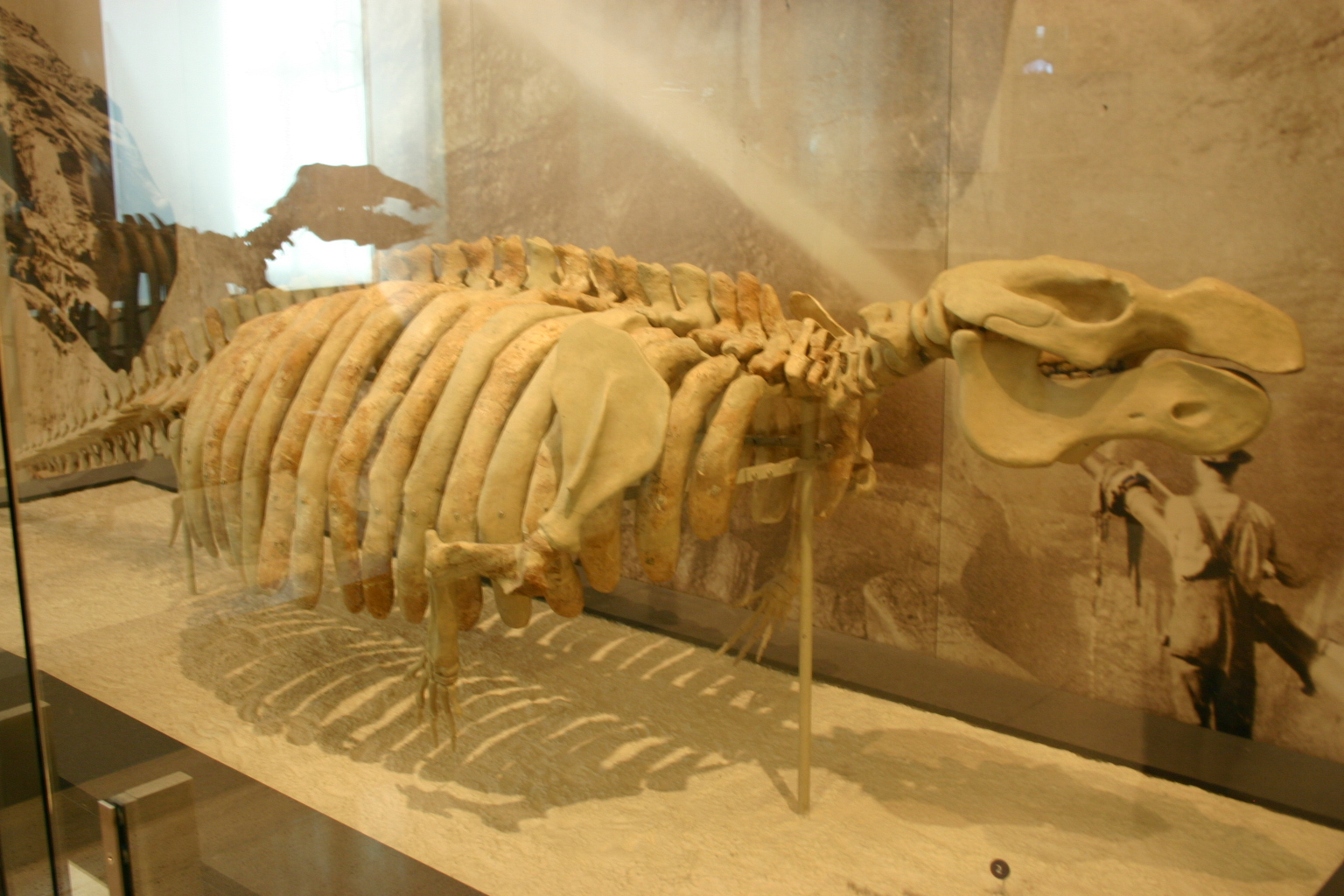
Esqueleto de Metaxytherium floridanum†, una especie extinta de dugónguido

Los sirenios actuales son animales herbívoros altamente adaptados a la vida acuática. No obstante, no existe la menor duda de que han alcanzado esta condición por modificación de un tipo de organización básico ungulado, probablemente no muy diferente del de los primitivos proboscídeos.
Los primeros fósiles de sirenios datan del Ypresiense (Eoceno Inferior) de Hungría y tienen una edad de aproximadamente cincuenta millones de años. Se trata de herbívoros de cuatro patas que todavía podían desplazarse por tierra firme, pero que probablemente ya vivían prácticamente todo el tiempo en el agua. A lo largo de los siguientes millones de años, los sirenios evolucionaron, como demuestran los incontables fósiles encontrados en lo que en el pasado fueron las zonas costeras del océano de Tetis. Se han encontrado fósiles sobre todo en la costa de Norteamérica y Europa, así como en el norte y este de África, la India, Pakistán y la Isla de Java. Pronto desaparecieron las patas posteriores de estos animales y se desarrolló una aleta caudal.
En Europa Occidental los más antiguos restos de sirenio han sido hallados en Santa Brígida, Amer (La Selva, Cataluña, España).
Durante el Eoceno aparecieron las familias Prorastomidae y Protosirenidae, las dos extinguidas actualmente, así como los dugónguidos; muestran una clara semejanza con los ungulados de aquellos tiempos; los orificios nasales están en posición dorsal, como en las formas modernas, pero la hilera de dientes era completa y poseían pequeñas patas posteriores. Los manatíes aparecieron a finales del Eoceno o principios del Mioceno (hace unos veintitrés millones de años). De los Prorastomida y los Protosirenidae ya no quedaba ni rastro en el Oligoceno, de manera que a partir de aquella época solo quedaban los dugónguidos y los triquéquidos. En el Mioceno y Plioceno (hace unos dos millones de años), los sirenios eran mucho más comunes y diversos que en la actualidad. El cambio climático del Pleistoceno, con su glaciación, fue probablemente la causa de que hoy en día sean un grupo reducido con pocas especies.

## Filogenia

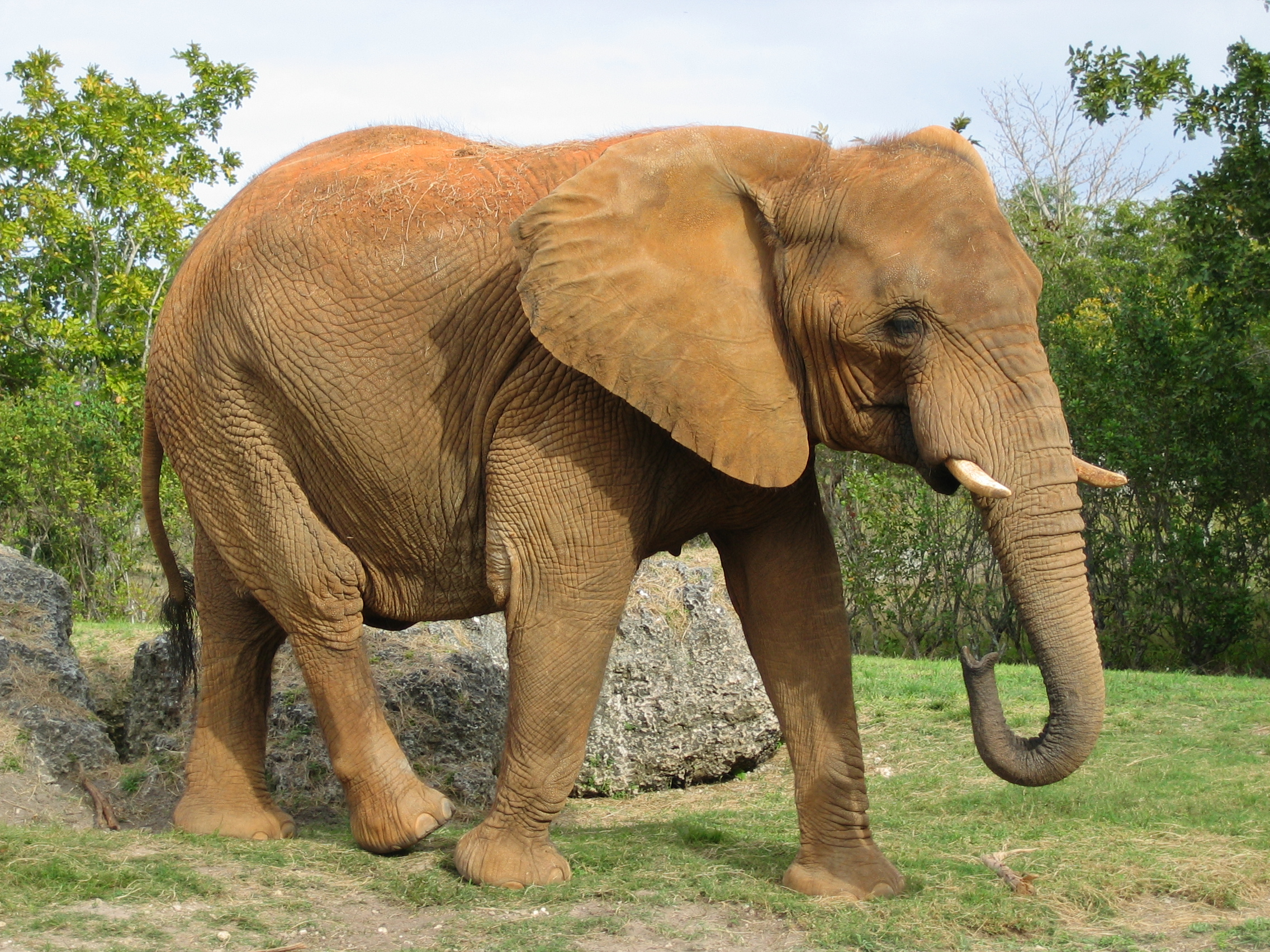
El elefante africano es un representante de los proboscídeos, los parientes más cercanos de los sirenios

Los sirenios tienen antepasados terrestres comunes con los proboscídeos, y de hecho son su grupo hermano. El taxón que incluye estos dos grupos (y otros dos grupos extintos) es el clado de los tetiterios, llamados así porque evolucionaron alrededor del océano de Tetis. El monofiletismo de los tetiterios tiene el soporte de una serie de características morfológicas, como la falta de glándulas sudoríparas, que ya faltaban en los antepasados semiacuáticos de los elefantes y sirenios más primitivos.
Se ha sugerido que los parientes más próximos a los tetiterios son los hiracoideos, pero este debate no está cerrado del todo. Junto con este taxón y otro extinguidos, los tetiterios forman el clado de los penungulados, que según los datos genéticos moleculares queda clasificado dentro del superorden de los afroterios. Estas son las relaciones dentro de este grupo de mamíferos:
|            | Hiracoideos                                               |
|            |                                                           |
| Tetiterios | \| \| Proboscídeos \| \| \| \| \| \| Sirenios \| \| \| \| |
|            | \| \| Proboscídeos \| \| \| \| \| \| Sirenios \| \| \| \| |
|            | Proboscídeos                                              |
|            |                                                           |
|            | Sirenios                                                  |
|            |                                                           |

|  | Proboscídeos |
|  |              |
|  | Sirenios     |
|  |              |

## Taxonomía

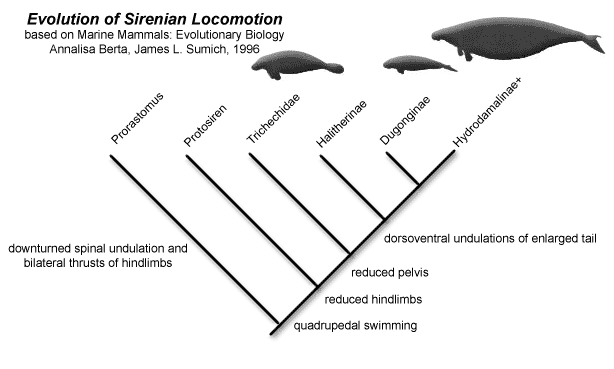
Evolución de la locomoción de los sirenios

Dentro del grupo de los sirenios se distinguen dos familias extintas y dos vivientes, con un género actual cada una y numerosos géneros extintos:

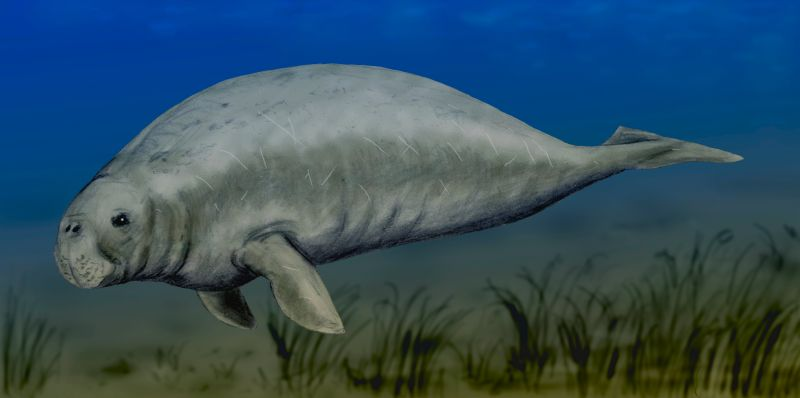
Halitherium†, es un género extinto de sirenio que vivió en el Eoceno superior y el Oligoceno inferior.

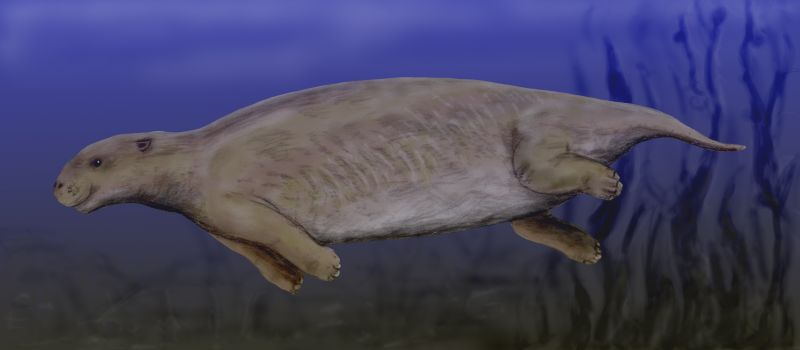
Prorastomus† es un género de sirenio que vivió durante el Eoceno medio, hace unos 40 millones de años.

Familia Dugongidae
- Anisosiren †
- Bharatisiren †
- Caribosiren †
- Corystosiren †
- Crenatosiren †
- Dioplotherium †
- Dugong
- Dusisiren †
- Eosiren †
- Eotheroides †
- Halitherium †
- Hydrodamalis †
- Indosiren †
- Metaxytherium †
- Miodugong †
- Paralitherium †
- Prohalicore †
- Prototherium †
- Rytiodus †
- Sirenavus †
- Xenosiren †

Familia Prorastomidae †
- Pezosiren †
- Prorastomus †

Familia Protosirenidae †
- Protosiren †
- ?Sirenotherium † (incertae sedis)

Familia Trichechidae
- Anomotherium †
- Miosiren †
- Potamosiren †
- Ribodon †
- Trichechus

### Especies actuales
Solo sobreviven cuatro especies en dos familias:
- Los dugónguidos (Dugongidae) solo incluyen una especie viviente en la actualidad, el dugongo (Dugong dugon). Hasta hace unos 250 años había otra especie que hoy en día está extinta, la vaca marina de Steller (Hydrodamalis gigas).

- Los triquéquidos (Trichechidae) o manatíes, que agrupan tres especies en un único género, Trichechus . El manatí del Caribe (Trichechus manatus), el manatí amazónico (Trichechus inunguis) y el manatí africano (Trichechus senegalensis). Hay una posible cuarta especie que habita en un afluente del río brasileño Aripuaná, un manatí enano de una longitud de aproximadamente 1,3 metros,[28] pero no ha sido definida de manera válida y la opinión científica dominante es que estos animales no son más que ejemplares jóvenes de manatí amazónico.[29]

## Amenazas y protección

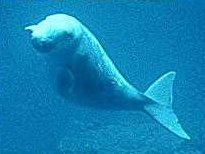
Dugongo

Todas las especies de sirenios son cazadas por su carne por los habitantes de las costas donde viven. Se conocen casos particulares documentados de los indígenas de Norteamérica y Mesoamérica. Su carne sirve de alimento y la piel y otras partes del cuerpo tienen diferentes usos. William Dampier, el célebre corsario y viajero británico, describió en su diario de viaje del 1681 los manatíes del Caribe del golfo de México, así como los del río Panamá. Allí también describió la caza de estos animales por parte de los miskito y el consecuente consumo de la carne como alimento y el uso de la piel áspera como cobertura para los remos o como comida para los caballos. Así mismo, no había una caza excesiva, y solo se mataban los animales estrictamente necesarios. En cambio, a partir de su descubrimiento, la vaca marina de Steller fue perseguida por los cazadores de focas y mataron incontables ejemplares. Los últimos animales desaparecieron en 1768 solo veintisiete años después de que Georg Wilhelm Steller descubriese la especie.
Actualmente, las cuatro especies vivientes están clasificadas como vulnerables por la IUCN. La amenaza más grande para ellas ya no es la caza sino, sobre todo para los manatíes del Caribe, las embarcaciones deportivas, que con sus hélices pueden infligirles graves heridas cuando se acercan a la superficie. Sobre todo en la costa estadounidense del golfo de México, se han establecido zonas de protección que están delimitadas por carteles bien visibles; no está permitido pasar con embarcaciones con motor.
Otra amenaza es la degradación de su hábitat por parte del hombre. Debido a que para cubrir sus necesidades energéticas los sirenios necesitan una inmensa cantidad de plantas acuáticas, requieren una muy alta calidad del agua. La contaminación disminuye la calidad del agua de los hábitats de los sirenios. Especialmente en Sudamérica y África, los ríos están cada día más contaminados y llenos de sustancias tóxicas, por lo que los lugares ricos en plantas acuáticas cada vez son más raros.

## En la mitología, cultura y literatura
En muchas ocasiones se ha relacionado con los sirenios con las sirenas de la mitología griega; sin embargo, dado que no hay ninguna especie de sirenio que viva en el mar Mediterráneo (y por lo tanto en el entorno de los griegos), esta conexión puede ser descartada. En cambio, los babilonios ya conocían los hombres-pez, como su dios Oannes o las diosas Atargatis o Derceto, que también se encuentran entre los griegos en forma de Nereidas o tritones.
La primera conexión entre los sirenios y los seres mitológicos marinos fue trazada evidentemente por Cristóbal Colón, que encontró manatíes del Caribe en el golfo de México y los describió como sirenas. Se cree que esta asociación se debe sobre todo a las mamas, situadas prácticamente en el mismo punto que en las mujeres, así como la apariencia humana que le daban sus ojos situados en la parte frontal de la cara. De hecho, es posible confundir un sirenio con un bañista humano, desde una distancia. Sin embargo, el concepto de canto de las sirenas no encaja para nada con los sirenios. En su diario de a bordo, Colón escribió en 1493 que las sirenas eran mucho menos hermosas que las que había observado Horacio.
Julio Verne recuperó la descripción de los sirenios como sirenas en su obra Veinte mil leguas de viaje submarino, donde los protagonistas encuentran una hembra de dugongo viajando y la identifican como una sirena. En la novela, el dugongo es cazado y arponeado, y después embiste y acaba destruyendo la embarcación de los protagonistas (un bote del submarino Nautilus). En La isla misteriosa, el dugongo vuelve a ser descrito como un animal agresivo y peligroso que ataca a un perro, pero que acaba siendo presa de un habitante de las profundidades todavía más grande.
El célebre criptozoólogo Bernard Heuvelmans intentó explicar las representaciones de sirenios como sirenas, y en 1990 escribió:

Como que el manatí tiene un par de mamas a la altura del pecho —como su primo, el elefante, y como los humanos— y como que su cuerpos termina en una cola parecida a la de los peces, siempre es visto en los dos costados del Atlántico como una maravillosa sirena, a pesar de su (desde nuestro punto de vista) fea cara — y por los mismos motivos se le tildó de caníbal y se le acusó de crímenes malvados.

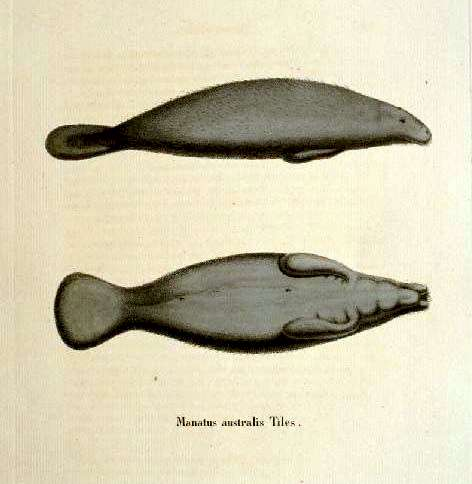
Manatí africano.
Ilustración de J. A. Fleischmann

Desde su extinción, la vaca marina de Steller ha aparecido en múltiples ocasiones en libros y novelas. Rudyard Kipling habla de ella en la «Historia de la foca blanca» de El libro de la selva, en el que el protagonista Kotick encuentra un grupo de sirenas que pastan, y que le llevan a una playa maravillosamente bella.
En su libro Uli der Pächter, Jeremias Gotthelf hace esta bonita descripción:

él atravesó de nuevo el charco, como un sirenio perseguido atraviesa las cañas.

En su obra Kraft und Stoff, Ludwig Büchner utiliza la extinción de la vaca marina de Steller como argumento para oponerse al abuso de recursos de la naturaleza.
En el arte también aparece el motivo de la extinción de la vaca marina de Steller. En el siglo XIX, Johann Andreas Fleischmann realizó una serie de aguafuertes con motivos de la vaca marina de Steller.